# Plantation Island
Plantation Island – jednostka osadnicza w Stanach Zjednoczonych, w stanie Floryda, w hrabstwie Collier.